# Theodor Seistrup
Jens Carl Theodor Seistrup (ur. 10 stycznia 1848 w Slagelse, zm. 28 sierpnia 1925 w Skælskør) był duńskim urzędowym katem. Jego oficjalny tytuł brzmiał "Królewski Kat Danii" (duń. Kongeriget Danmarks Skarpretter). 
Seistrup nie był co prawda ostatnią osobą, która zajmowała to stanowisko, ale był tym, który wykonał ostatni wyrok śmierci w tym kraju.
Wykonał trzy wyroki śmierci, wszystkie przez ścięcie toporem. Lista skazańców wyglądała następująco:
- Rasmus Pedersen Mørke (1881)
- Anders Nielsen Sjællænder (1882, ostatnia publiczna egzekucja w Danii)
- Jens Nielsen (1892, pierwsza niepubliczna i ostatnia w ogóle)